# Blepisanis subcallosa
Blepisanis subcallosa là một loài bọ cánh cứng trong họ Cerambycidae.